# 瀬戸杏華
瀬戸 杏華（せと きょうか、1997年12月21日 - ）は、日本の女子バレーボール選手。

## 来歴
石川県河北郡内灘町出身。中学1年生のとき、友達と一緒にバレーボール部に入部したのがきっかけでバレーボールを始めた。
金沢商業高等学校、順天堂大学を経て、2019/20シーズン、V.LEAGUE DIVISION1 WOMEN（V1女子）に所属するPFUブルーキャッツの内定選手となった。内定選手としてV1女子の試合に出場し、Vリーグデビューを果たした。
2020年7月31日、背番号が「18」から「2」へ改められた。
2024年、PFUを退団。7月にデンソーエアリービーズ入団が発表された。

## 人物・エピソード
- 2020年3月13日、新型コロナウイルスの影響で母校である順天堂大学の卒業式が中止となったため、チームの選手・スタッフによりサプライズで臨時卒業式が執り行われた。驚きと嬉しさが大きくて少し泣いてしまったとインタビューで話した[6]。

## 所属チーム
- 内灘町立大根布小学校[1]
- 内灘町立内灘中学校[1]
- 金沢商業高校
- 順天堂大学 #11→#1
- PFUブルーキャッツ #18→#2（2020-2024年）
- デンソーエアリービーズ（2024年-）

## 受賞歴
- 2018年度 春季関東大学女子1部 バレーボールリーグ：サーブ賞[7]
- 2019年度 春季関東大学女子1部バレーボールリーグ戦：敢闘選手賞[8][9]
- UNIVAS AWARDS 2019-2020：スポーツパーソンシップ・オブ・ザ・イヤー[10]

## 個人成績
V.LEAGUEの個人成績は下記の通り。
| 大会        | チーム      | 出場     | 出場        | アタック | アタック | アタック | アタック | バックアタック | バックアタック | バックアタック | バックアタック | アタック 決定本数 | ブロック | ブロック       | サーブ | サーブ         | サーブ   | サーブ | サーブ | サーブ   | サーブレシーブ | サーブレシーブ | サーブレシーブ | サーブレシーブ | 総得点      | 総得点      | 総得点   | 総得点      |
| ----------- | ----------- | -------- | ----------- | -------- | -------- | -------- | -------- | -------------- | -------------- | -------------- | -------------- | ----------------- | -------- | -------------- | ------ | -------------- | -------- | ------ | ------ | -------- | -------------- | -------------- | -------------- | -------------- | ----------- | ----------- | -------- | ----------- |
| 大会        | チーム      | 試 合 数 | セ ッ ト 数 | 打 数    | 得 点    | 失 点    | 決 定 率 | 打 数          | 得 点          | 失 点          | 決 定 率       | セ ッ ト 平 均    | 得 点    | セ ッ ト 平 均 | 打 数  | ノ 丨 タ ッ チ | エ 丨 ス | 失 点  | 効 果  | 効 果 率 | 受 数          | 成 功 ・ 優    | 成 功 ・ 良    | 成 功 率       | ア タ ッ ク | ブ ロ ッ ク | サ 丨 ブ | 得 点 合 計 |
| V1 2020-21  | PFU         | 14       | 13          | 32       | 8        | 2        | 25.0     | 0              | 0              | 0              | -              | 0.62              | 4        | 0.31           | 30     | 0              | 1        | 6      | 10     | 6.7      | 3              | 1              | 0              | 33.3           | 8           | 4           | 1        | 13          |
| V1 2019-20  | PFU         | 5        | 3           | 5        | 0        | 1        | 0.0      | 0              | 0              | 0              | -              | -                 | 1        | 0.33           | 4      | 0              | 0        | 3      | 0      | -18.8    | 0              | 0              | 0              | -              | 0           | 1           | 0        | 1           |
| 通算：2大会 | 通算：2大会 | 19       | 16          | 37       | 8        | 3        | 21.6     | 0              | 0              | 0              | -              | 0.50              | 5        | 0.31           | 34     | 0              | 1        | 9      | 10     | 3.7      | 3              | 1              | 0              | 33.3           | 8           | 5           | 1        | 14          |

## 出演

### YouTube
PFUブルーキャッツ【Official】 
- PFUブルーキャッツ 【青猫じゃらし】 瀬戸選手に○○聞いてみた。（2020年4月30日配信）

 金沢市公式YouTubeチャンネルCityofKanazawa 
- 【2020年5月】直撃！かなざわアスリート PFUブルーキャッツ（2020年5月17日）

 NEO Teachers 
- 和才 奈々美先生／瀬戸 杏華先生「夢を叶えるために必要なこと」（2020年5月26日配信）
- 和才 奈々美先生／瀬戸 杏華先生「『今』家でできること」（2020年5月26日配信）

### ラジオ
エフエム石川 
- Hello BlueCats（2020年9月3日）[12]